# طول تاجي مقعدي

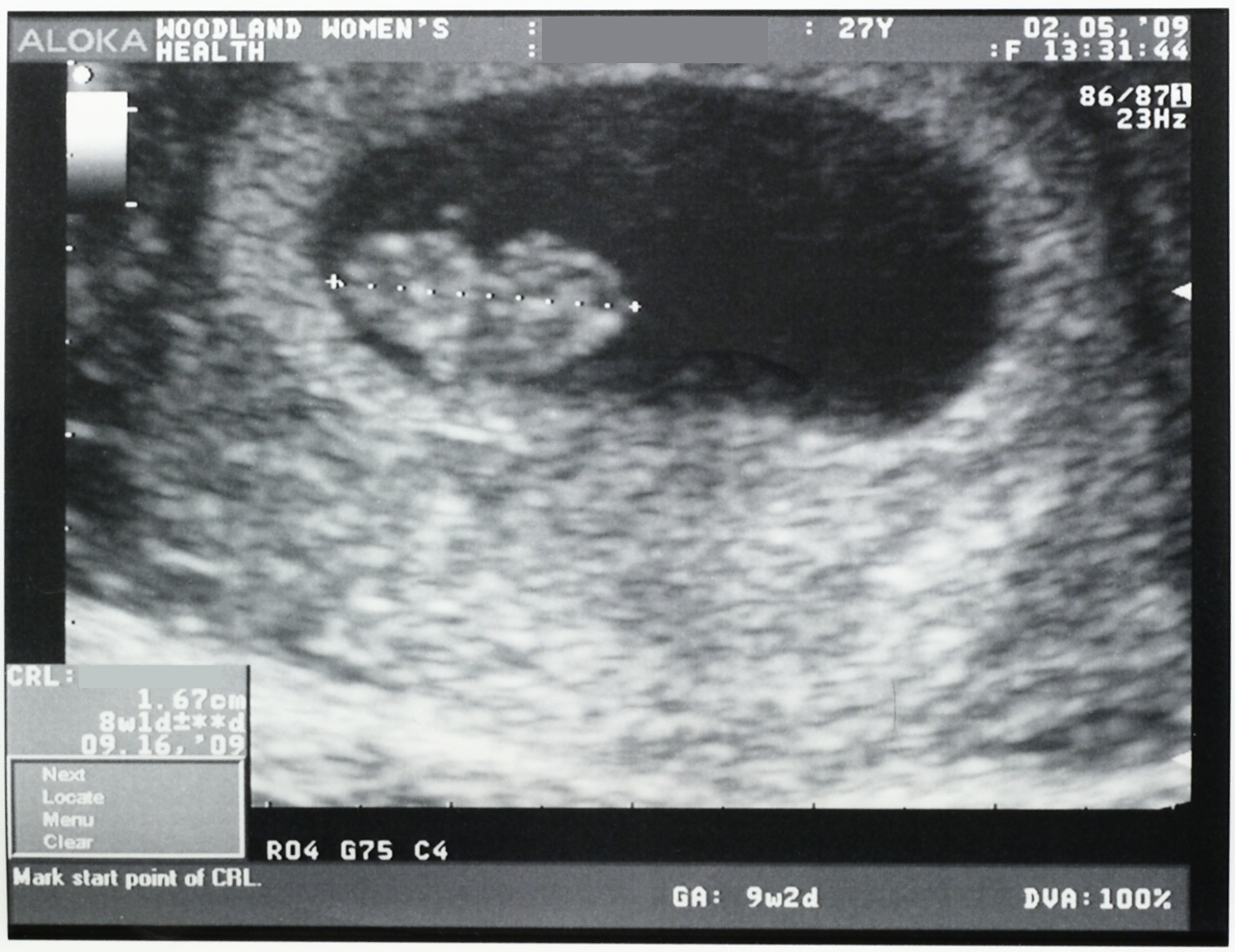
الموجات فوق الصوتية تُظهر جنينًا حيًا يبلغ طوله التاجي المقعدي 1.67 سم، ويُقدَّر عمره الحملي بثمانية أسابيع ويومٍ واحد

الطول التاجي المقعدي (CRL) هو قياس طول الأجنة والأجنة الحية البشرية من أعلى الرأس (التاج) وحتى أسفل الردفين (العَجُز). ويتم تحديده عادةً من خلال التصوير بالموجات فوق الصوتية ويمكن استخدامه لتقدير العمر الحَمْلِي.

## القياس
يطفو الجنين والجنين الحي في سائل سلوي داخل رحم الأم، عادةً في وضع مُقوَّس يشبه حرف C. ويمكن في الحقيقة أن يختلف القياس بعض الشيء إذا كان الجنين يُمدِّد (يفرد) جسمه بصورةٍ مؤقتة. ويتطلب القياس وجود الجنين في وضعه الطبيعي مع إبقاء جسمه غير مُمدَّد وهو وضع يشبه بالفعل حرف C. يُعَد قياس الطول التاجي المقعدي مفيدًا في تحديد العمر الحَملِي (العمر الحيضي بدايةً من اليوم الأول لآخر دورة شهرية)، وهكذا، يتحدد تاريخ الولادة (EDD). وينمو أطفال مختلفون بمعدلاتٍ مختلفة، ومن ثمَّ، يُعتبر العمر الحملي مسألة تقريبية. وأشارت الأدلة الحديثة إلى أن نمو الطول التاجي المقعدي (وبالتالي التقدير التقريبي للعمر الحملي) قد يتأثر بعوامل تتعلق بالأم، مثل: العمر، وتدخين، وامتصاص حمض الفوليك. في بداية الحَمْل، يكون دقيقًا خلال -/+ أربعة أيام، ولكن تقل نسبة الدقة لاحقًا أثناء الحمل بسبب اختلاف معدلات النمو. في هذه الحالة، يمكن اللجوء إلى عوامل أخرى بجانب الطول التاجي المقعدي. أما طول الحبل السري، فيتساوى تقريبًا مع الطول التاجي المقعدي أثناء الحمل.
يختلف العمر الحملي عن العمر الإخصابي. حيث يستغرق حدوث حَمْل أربعة عشر يومًا بدايةً من اليوم الأول لآخر دورة شهرية، وبالتالي يستغرق محصول الحمل المدة ذاتها لتكوينه. يُطلَق على العمر بدايةً من هذه النقطة الزمنية (الحمل) العمر الإخصابي وهو بذلك أقصر من العمر الحملي بأسبوعين. ومن ثمَّ، فإن ستة أسابيع من العمر الحملي تساوي أربعة أسابيع من العمر الإخصابي. يبلغ متوسط العمر الحملي (فترة الحمل بدايةً من اليوم الأول لآخر دورة شهرية وحتى الولادة) 280 يومًا. وبالتالي، إذا كانت الشهور جميعها 31 يومًا، فسيكون تسعة أشهر ويومًا واحدًا.

### القياسات النمطية
| العمر        | الطول التاجي المقعدي (سم) |
| ------------ | ------------------------- |
| 6.1 أسابيع:  | 0.4 سم                    |
| 7.2 أسابيع:  | 1.0 سم                    |
| 8.0 أسابيع:  | 1.6 سم                    |
| 9.2 أسابيع:  | 2.5 سم                    |
| 9.9 أسابيع:  | 3.0 سم                    |
| 10.9 أسابيع: | 4.0 سم                    |
| 12.1 أسابيع: | 5.5 سم                    |
| 13.2 أسابيع: | 7.0 سم                    |
| 14.0 أسابيع: | 8.0 سم                    |

الصيغة التالية هي تقدير تقريبي:
العمر الحملي [أسابيع الحمل] = الطول التاجي المقعدي (سم) + 6.5